# Anthony Doerr
Anthony Doerr (n. 27 octombrie 1973, Cleveland, Ohio) este un scriitor american.

## Biografie
Doerr a crescut în Cleveland și a absolvit istoria în 1995, la Bowdoin College din Brunswick. A primit un titlu de Master of Fine Arts de la Bowling Green State University.
Anthony Doerr a publicat până acum două volume de povestiri, un text autobiografic, precum și două romane. Romanul său All the Light We Cannot See a fost în 2014 printre finaliști pentru National Book Award și a stat pe primul loc în lista de bestselleruri a New York Times. Chiar înainte de această carte, i-a fost acordat Barnes & Noble Discover Prize, Rome Prize, și în 2003, Young Lions Fiction Award de către New York Public Library iar în 2010, The Story Prize.
Romanul apărut în 2014, All the Light We Cannot See cuprinde povestea unei tinere franceze oarbă, Marie-Laure din Franța și a unor orfanii Waisen Werner și Jutta Pfennig din Germania înainte și în timpul ocupației germane a Franței în al Doilea Război Mondial. Romanul a primit în anul 2015 Premiul Pulitzer pentru ficțiune. Juriul format din trei membri a descris cartea ca fiind imaginativă și complexă, scrisă în capitolele scurte, elegante. Carmen Callil a scris în Guardian despre versiunea originală în limba engleză a cărții, că un număr mare de expresii americane, și propoziții scurte din primele o sută de pagini, a făcut cartea lui Doerr dificil de citit. Cu toate acestea, ea laudă multitudinea de detalii a cărții, a cărei conținut este bine documentat.
Anthony Doerr locuiește cu soția și cei doi fii în Boise, Idaho.

## Opere
- The Shell Collector. Povestiri, 2002.
- About Grace. Roman, 2004.
  - Despre Grace, Editura Humanitas, traducere Cornelia Dumitru, 2021, ISBN 978-606-779-877-7

- Four Seasons in Rome: On Twins, Insomnia and the Biggest Funeral in the History of the World. Memorii, 2007.
- Memory Wall. Short story collection, 2010.
- All the Light We Cannot See. Roman, 2014.
  - Iulia Gorzo: Toata lumina pe care nu o putem vedea, Editura Humanitas, 2016, ISBN 978-606-779-054-2

## Premii
- 2014: Andrew Carnegie Medals for Excellence in Fiction and Nonfiction pentru All the Light We Cannot See
- 2015: Premiul Pulitzer pentru ficțiune pentru All the Light We Cannot See
- 2015: Dayton Literary Peace Prize (Fiction Runner-up) pentru All the Light We Cannot See